# Aria griffithii
Aria griffithii là loài thực vật có hoa trong họ Hoa hồng. Loài này được (Decne.) H. Ohashi & H. Iketani mô tả khoa học đầu tiên năm 1993.